# Ежек, Ярослав
Яросла́в Е́жек (чеш. Jaroslav Ježek; 25 сентября 1906, Жижков (ныне Прага), Австро-Венгрия — 1 января 1942, Нью-Йорк, США) — чешский композитор, драматург и пианист.

## Очерк биографии и творчества
Ярослав Ежек родился в Жижкове в семье портного. В раннем возрасте он страдал слепотой и практически ничего не видел. Впоследствии он обучался в Пражской консерватории, будучи учеником Карела Болеслава Йирака (1924—1927), Йозефа Сука (1927—1930), и — кратковременно — Алоиса Хабы (1927—1928).
Вскоре Ежек познакомился с драматургами и комиками Яном Верихом и Иржи Восковцем — лидерами театра «Osvobozené divadlo» в Праге — и занял должность главного композитора и дирижёра театра. В течение следующего десятилетия — с 1928 по 1939 год — он создавал музыкальное сопровождение, сочинял песни, танцы, и балеты для комических и сатирических пьесах Восковца и Вериха. В 1934 году Ежек стал членом чешской группы сюрреалистов «Девятисил». Он активно сотрудничал со многими художниками-авангардистами, такими, как Витезслав Незвал и Эмиль Франтишек Буриан.
После начала немецкой оккупации Чехословакии Ежек, Восковец и Верих были вынуждены покинуть Чехословакию, отправившись в Нью-Йорк. За границей Ежек давал уроки игры на фортепиано и работал хормейстером, продолжая при этом сотрудничать с Восковцем и Верихом. 1 января 1942 года, спустя два дня после своей свадьбы, он умер от хронической болезни почек в Нью-Йорке.
Как композитор, писал в различных традиционных академических жанрах. В то же время, Ежек считается одним из основателей чешского джаза; наиболее известны его пьесы «Bugatti Step» (1930), «Teď ještě ne» (1931) и «Rubbish Heap Blues» (1937).

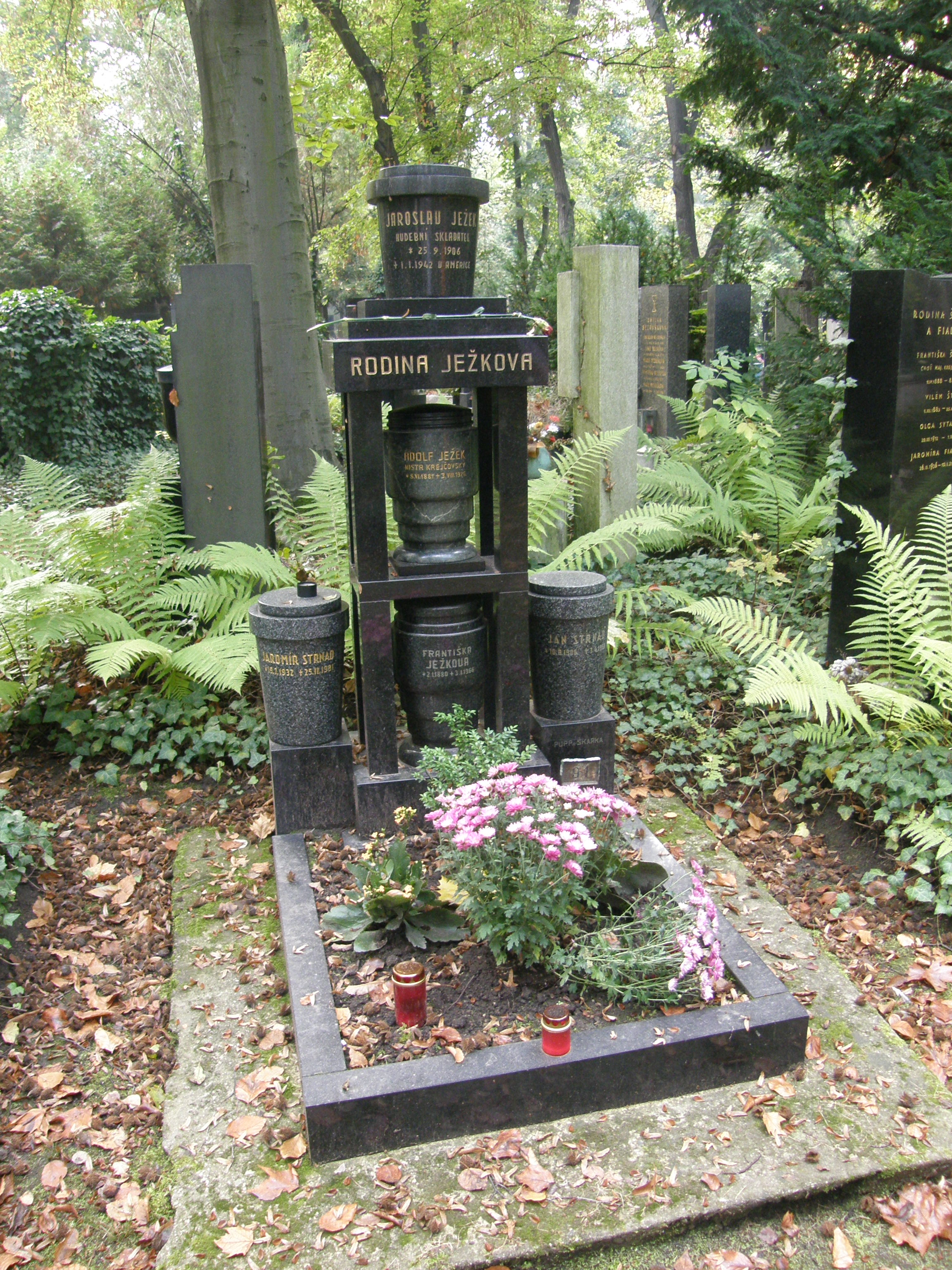
Могила Ярослава Ежека в Праге

## Избранные произведения

### Оркестровые
- Концерт для фортепиано с оркестром (1927)
- Фантазия для фортепиано с оркестром (1930)
- Концерт для скрипки с оркестром (1930)
- Симфоническая поэма (1936)

### Камерные
- Серенада для духового квартета (1929)
- Духовой квинтет (1931)
- Струнный квартет № 1. (1932)
- Соната для скрипки и фортепиано (1933)
- Дуэт для 2 скрипок (1934)
- Струнный квартет № 2. (1941)

### Фортепианные
- Сюита для четвертитонового фортепиано (1927)
- Сонатина (1928)
- Маленькая сюита (1928)
- Каприччио (1932)
- Этюд (1933)
- Багатель (1933)
- Рапсодия (1938)
- Токката (1939)
- Гранде Вальс Бриллант (1939)
- Соната (1941)

## Память
В Праге находится мемориальный музей Ярослава Ежека «Голубая комната».